# Палаты Гребенщиковых
Палаты Гребенщиковых — памятник архитектуры, расположенный в городе Москве.

## История
Палаты возведены на рубеже XVII — XVIII веков. За зданием некогда располагались строения, где в 1724 году Афанасий Кириллович Гребенщиков основал фабрику по производству курительных трубок и изделий из керамики, в том числе посуды и статуэток. К сожалению, здания фабрики до настоящего времени не сохранились.
А. К. Гребенщиков был знаком с основоположником производства фарфора в России Д. М. Виноградовым. Сын Гребенщикова Иван в 1747 году раскрыл способ изготовления фарфора из гжельских глин. Из-за больших финансовых затрат Гребенщиковы не смогли осилить фарфоровое производство, свои открытия они продали Ф. Я. Гарднеру, который основал первую в России частную фабрику по производству фарфора, работающую и в наши дни. Гребенщиковы же продолжили производство фаянсовой посуды, получая при этом  многочисленные заказы.
Главный дом имения претерпел не одну реконструкцию за время своего существования. В частности, в XIX веке фасады здания были декорированы в эклектическом стиле. Под штукатуркой покоятся остатки лепнины в стиле барокко, сохранившиеся ещё со времён возведения особняка.
Палаты Гребенщиковых являются одним из выявленных объектов культурного наследия.